# Dogua
Dogua (em haúça: Doguwa) é uma cidade e área de governo local da Nigéria situada no estado de Cano. Compreende área de 1473 quilômetros quadrados e segundo censo de 2006 havia 151 181 habitantes. Nessa zona a precipitação anual pode atingir 1 200 mililitros. Ela é um dos pontos onde os pastores concentram-se com seu gado na estação seca.